# Valter Jung

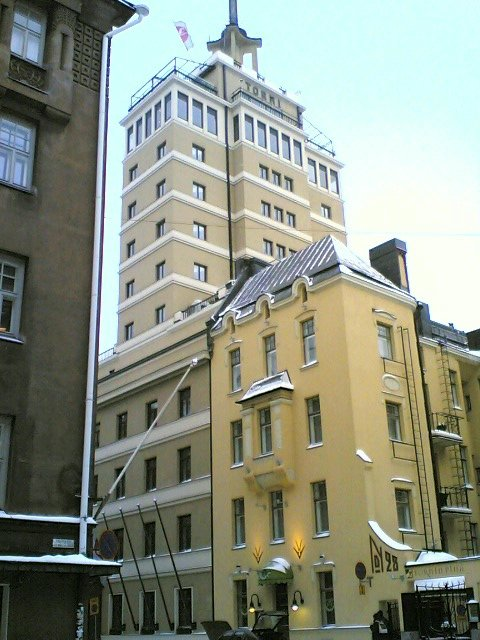
Hotel Torni, Helsinki według projektu braci Jung

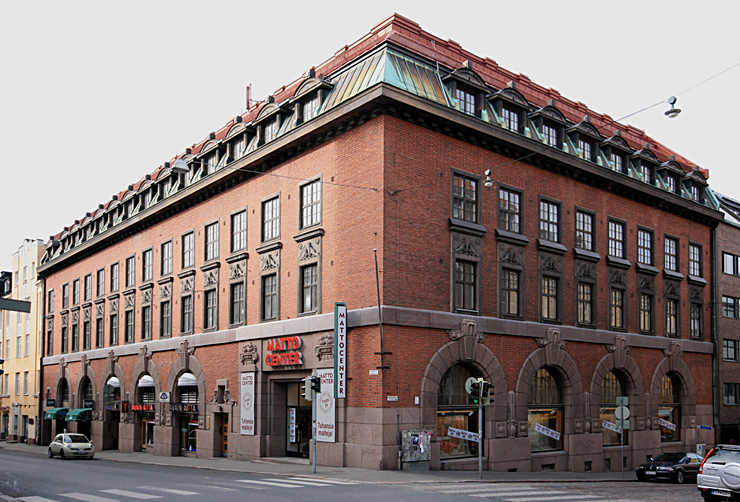
Budynek z 1914 według projektu Valtera Junga i Emila Fabritiusa

Valter Gabriel Jung (ur. 27 listopada 1879 w Vaasa, zm. 9 lutego 1946 w Helsinkach) – fiński architekt pochodzenia niemieckiego, designer wnętrz, rysownik, przedstawiciel fińskiego modernizmu industrialnego, brat Alexa Bertela Junga.
Ukończył Politechnikę Helsińską w 1902. Po studiach wraz z bratem współpracował z Larsem Sonck (projektant m.in. katedry w Tampere). Jako asystent Soncka zaangażowany w projekt helsińskiej Jugensali (Jung zaprojektował m.in.: rzeźby i malowidła ścienne). W latach 1904–1910 architekt wykładał w Helsinkach archiketurę i design. Od 1905 pracował z Emilem Fabritius (architekci tworzą projekty szkół i budynków użyteczności publicznej). Od 1915 Jung przenosi swoją siedzibę z Turku do Helsinek i tworzy projekty wyłącznie z bratem.
Do jego znaczących osiągnięć należy wystrój wnętrza katedry w Tampere z wyposażeniem sześciu portali, zaprojektowaniem mebli i bogatych w ornamentykę drzwi zewnętrznych. Valter Jung był również głównym architektem gmachu Ars Nova Museum. Do jego najwybitniejszych uczniów należy Erik Bryggman.

## Dzieła architektoniczne

### Projekty Valtera Junga i Emila Fabritiusa
- 1905 – Semigradskyn koulu, Oikokatu 7, Helsinki
- 1913 – Tupakkatehdas Fennia, Ruoholahdenkatu 23, Helsinki
- 1913 – Malminkatu 24 Helsinki
- 19?? – Kinopalatsi, Pohjoisesplanadi 39

### Ważniejsze projekty indywidualne
- 1915 – Seurakuntien talo, Helsinki
- 1915 – Högre Svenska Handelsläroverket Merimiehenkatu 11, Helsinki
- 1919 – Merimiehenkatu 36–40 Helsinki
- 1921 – Latvian suurlähetystö, Armfeltintie 10, Helsinki

### Projekty braci Jung
- 1923 – Lääninsairaalan talousrakennus, Sairaalasaari, Oulu
- 1928 – Rettigin palatsi, Turku
- 1929 – Yksityisairaala Saaristonkatu 23, Oulu
- 1931 – Hotelli Torni, Helsinki
- 1934 – G.A. Serlachius Oy:n pääkonttori, Mänttä
- 1937 – Ahlströmin talo, Eteläesplanadi, Helsinki
- 1939 – Entinen Nokian pääkonttori Mikonkatu 15, Helsinki
- 1940 – Suomen Kumitehdas Oy liiketalo, Helsinki

Prace Junga znajdują się m.in.: w fińskim Muzeum Design.